# Phangyuel Gewog
Phangyuel (Dzongkha: ཕངས་ཡུལ་) ist einer von fünfzehn Gewogs (Blöcke) des Dzongkhags Wangdue Phodrang in Zentralbhutan. 
Phangyuel Gewog ist wiederum eingeteilt in fünf Chiwogs (Wahlkreise). Laut der Volkszählung von 2005 leben in diesem Gewog 1127 Menschen auf einer Fläche von 33 km² in 236 Haushalten. 
Die Dzongkhag Administration nennt in ihrem Internetauftritt eine Einwohnerzahl von 1975 Menschen, die in 210 Haushalten in neuen Dörfern leben, während die Wahlkommission nur sieben Dörfer bzw. Weilern aufführt.
Phangyuel Gewog ist zu 63 % mit Wald bedeckt. Es werden Reis, Weizen, Orangen und verschiedene Gemüse angebaut. Zudem wird Viehwirtschaft betrieben zur Produktion von Milch, Käse und Butter.
An staatlichen Einrichtungen gibt es neben der Gewog-Verwaltung zwei medizinische Beratungsstellen (Outreach Clinic) sowie ein Büro zur Entwicklung erneuerbarer natürlicher Ressourcen (RNR, Renewable Natural Resource centre).
Zu den Bildungseinrichtungen im Gewog zählt eine Grundschule mit etwa 90 Schülern.
Kulturell bedeutsame Denkmale sind ein buddhistischer Tempel, Phangyuel Lhakhang und zwei Klöster, Chundu Goenpa und Dagay Goenpa.
| Chiwog                                   | Dörfer bzw. Weiler |
| ---------------------------------------- | ------------------ |
| Uesargang Wampoekhar གཡུས་གསར་སྒང་_འམ་སྤོད་ཁ | Wampoekhar         |
| Chhungserkha Domkha ཁྱུང་སེར་ཁ་_དོམ་ཁ་       | Chhoongserkha      |
| Chhungserkha Domkha ཁྱུང་སེར་ཁ་_དོམ་ཁ་       | Domkha             |
| Chhungoen ཁྱུང་དགོན་                        | Chhung Goen        |
| Goenkhar དགོན་ཁར་                         | Goenkhar           |
| Koomchhi Phangyuel ཀུམ་ཆི་_ཕངས་ཡུལ་         | Koomchhi           |
| Koomchhi Phangyuel ཀུམ་ཆི་_ཕངས་ཡུལ་         | Phangyuel          |